# Aéroport de Qamichli
L'aéroport de Kameshli (en arabe : مطار القامشلي) (code IATA : KAC • code OACI : OSKL) est un aéroport situé à Kameshli, à l'extrême Nord-Est de la Syrie.

## Carte
| Palmyre Alep Lattaquié Damas Deir ez-Zor Kameshli |